# نيك إيفانز
نيك إيفانز (بالإنجليزية: Nick Evans)‏ (و. 1980  م) هو لاعب كرة القدم الأسترالية، ولاعب اتحاد الرغبي، من نيوزيلندا، ولد في أوكلاند، يلعب كرامي متوسط ‏، وظهير ‏.

## التعليم
تعلم في Westlake Boys High School ‏.

## روابط خارجية
- نيك إيفانز على موقع دوري الرغبي الممتاز (الإنجليزية)
- نيك إيفانز عل موقع إسبنسكروم (الإنجليزية)
- نيك إيفانز على موقع ItsRugby.co.uk (الإنجليزية)